# ستيفن ماهوني
ستيفن ماهوني (بالإنجليزية: Stephen Mahoney)‏ هو لاعب كرة قدم أمريكية أمريكي، ولد في 1890 في سومرفيل في الولايات المتحدة، وتوفي في 17 فبراير 1974.

## الحياة الشخصية
ولد ماهوني في سومرفيل، ماساتشوستس عام 1890. في عام 1908 التحق بكلية الصليب المقدس، حيث لعب في فريق كرة القدم بالمدرسة وكان لاعب بيسبول، وفي عام 1909 انتقل إلى كلية بوسطن. لعب في فريق إيجلز للبيسبول وكان قائدًا في عام 1911. تخرج من كلية بوسطن عام 1912.